# Podstocze
Podstocze – zniesiona część miasta Koniecpola. Położona była w jego południowo-zachodniej części, w rejonie ulicy o nazwie Przedmieście Podstocze.
Nazwę zniesiono 1 stycznia 2025.